# Biblioteca Cívica Central de Turín
La Biblioteca Civica Centrale de Turín es una biblioteca municipal que atesora grandes colecciones de libros. Desde su creación, allá por 1869, la biblioteca ha visto cambiar la sociedad italiana.

## Historia
La biblioteca municipal de la ciudad de Turín fue inaugurada el 22 de febrero de 1869, en las salas del primer piso del Palazzo civico. Su creación fue obra de Giuseppe Pomba, editor y concejal municipal de 1848 a 1876. En una nota impresa del 28 de mayo de 1855, dirigida al alcalde Giovanni Notta y a los concejales, Pomba destacó la necesidad de que la ciudad se dotara de su propia biblioteca como una oportunidad de enriquecimiento para todas las clases sociales y las escuelas de la ciudad. Se designaron tres Comisiones diferentes (en 1855, 1863 y 1865), con el encargo de examinar la oportunidad de crear una biblioteca, los fines y la organización general de la misma. Después de repetidos aplazamientos y algunas suspensiones, el Ayuntamiento decidió finalmente la creación de la Biblioteca en su reunión del 7 de enero de 1866. Aún fueron necesarios tres años más de trabajos: finalmente la sala de lectura se abrió al uso público y Pomba, nombrado bibliotecario honorario, tuvo el honor de pronunciar el discurso inaugural.

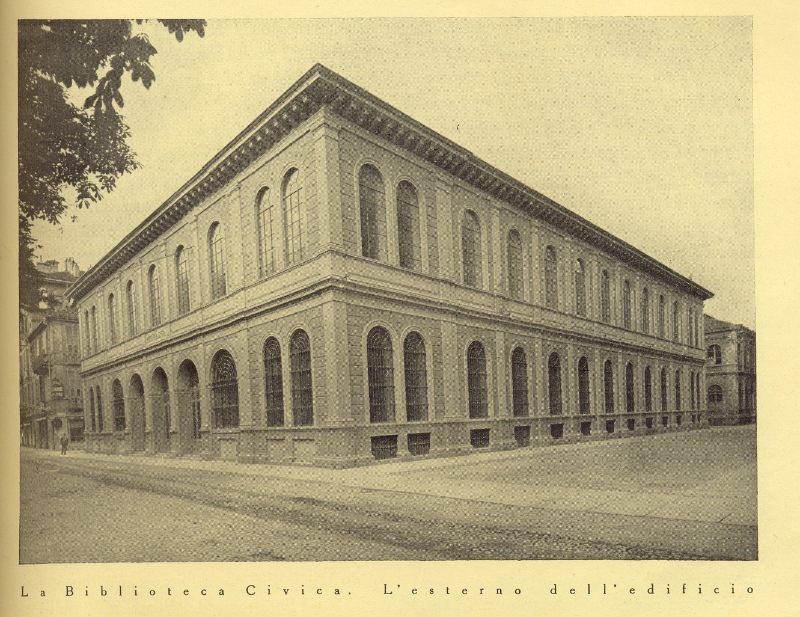
Fachada de la antigua sede

La Biblioteca Cívica representó la primera creación, en territorio italiano, de aquella propuesta de biblioteca pública que se había establecido desde mediados del siglo XIX en Gran Bretaña: las características fundacionales fueron la completa accesibilidad garantizada a todos los ciudadanos, la creación y el funcionamiento de carga total de las finanzas públicas locales, la creación de «un archivo de memorias relativas a la ciudad».
Desde el principio, la colección de libros tuvo que responder a necesidades específicas ligadas a la educación de las clases burguesas y trabajadoras. La atención a la contemporaneidad eclipsó el interés por los volúmenes producidos en los primeros siglos de imprenta, aunque entre los textos poseídos en el momento de su apertura no faltaron ediciones de cierto mérito anticuario. A partir de 1869 empezaron a llegar cuantiosas donaciones: familias nobles y miembros de la clase media y alta querían honrar a su ciudad con el homenaje de sus bibliotecas privadas. En veinte años, gracias a compras y legados, la Biblioteca vio cuadriplicado su patrimonio documental (de unos 20.000 volúmenes a poco menos de 81.000), y también se enriqueció con volúmenes especialmente valiosos.

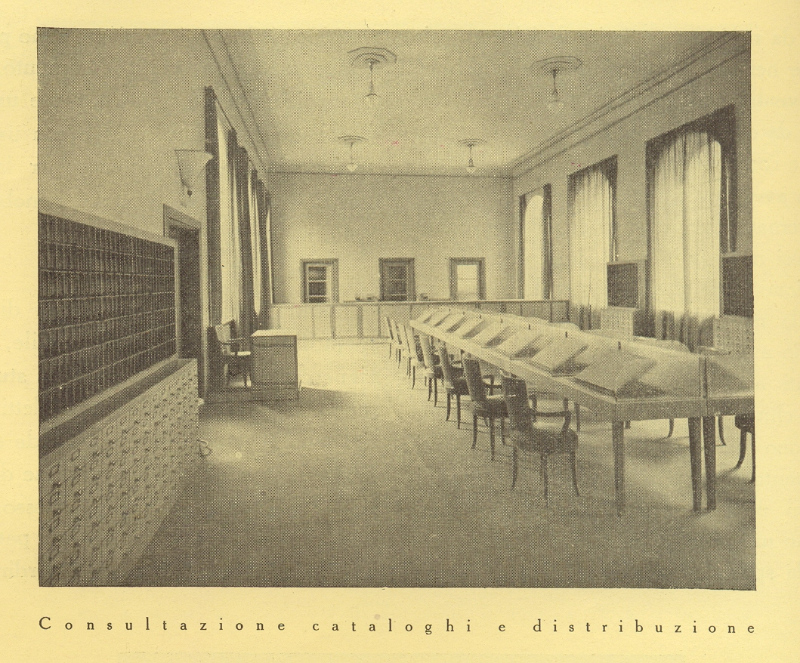
Sala de consulta y catálogos en 1929

El crecimiento de las colecciones y el aumento de visitantes plantearon la necesidad urgente de proporcionar una nueva sede, pero las consideraciones financieras llevaron más bien a ampliar las instalaciones dentro del Palacio Cívico. Sólo en 1929 la Biblioteca pudo trasladarse a un lugar más espacioso, en las salas que antiguamente ocupaban los Archivos de la Guerra y de la Marina, en Corso Palestro, en la esquina con Via della Cittadella.
La noche del 7 al 8 de agosto de 1943 el edificio fue destruido por bombas de aviones angloamericanos; Los libros supervivientes, la mayoría, ya que el almacén de libros no fue alcanzado por bombas incendiarias, fueron almacenados en cajas en los sótanos del edificio que ahora había quedado inutilizado. En marzo de 1948 fueron nuevamente puestos a disposición del público en una sala del Parlamento italiano. Esta disposición completamente inadecuada duró hasta el 3 de noviembre de 1960, cuando se inauguró la nueva sede de la biblioteca cívica central en presencia del Presidente de la República Giovanni Gronchi . Construido en el mismo terreno que el anterior, este edificio, diseñado por el ingeniero municipal Mario Daprà, fue el primero en Italia diseñado y construido específicamente para una biblioteca del tipo y tamaño de la Biblioteca Cívica de Turín. La fachada que da a Via della Cittadella estaba decorada con una escultura abstracta de bronce, obra de Franco Garelli (1909-1973), rodeada de bajorrelieves de piedra que representan los diferentes campos del conocimiento.
Los tres pisos abiertos al público y los doce pisos de la torre del libro, destinados a la conservación de material documental, ya no pueden garantizar a sus usuarios los servicios y oportunidades que caracterizan a las bibliotecas públicas modernas del mundo occidental. Por ello, nació el proyecto de una nueva sede, capaz de ofrecer a la ciudad no sólo un centro cultural y de información, pensado para el mejor uso de las nuevas tecnologías, sino también un lugar de encuentro de personas e ideas. 

## Patrimonio
La biblioteca dispone de 541.523 volúmenes, 8.040 publicaciones periódicas (de las cuales 963 actuales), 1.697 materiales audiovisuales (DVD, CD-ROM, videocasetes), 250 publicaciones periódicas microfilmadas, 8.400 obras grabadas para el servicio de ciegos (datos actualizados al 31 de diciembre de 2008 ). También conserva más de 30.000 cartas autógrafas, más de 2.000 manuscritos (incluidos los de Amedeo Avogadro, Vincenzo Gioberti y Giovanni Faldella, 67 incunables y 1.600 manuscritos del siglo XVI ; una sección recoge numerosas ediciones editadas por Giovanni Battista Bodoni .

## Sistema de bibliotecas urbanas
A principios de la década de 1970, la red preexistente de bibliotecas populares circulantes alojadas dentro de edificios escolares fue desmantelada y reemplazada por un moderno sistema de bibliotecas locales, hoy llamado Sistema de Bibliotecas Urbanas de Turín.

## Actividades
Entre otras, en 2024 la biblioteca puso en marcha una nueva actividad, la llamada “Casa della poesia”.

## Bibliografía

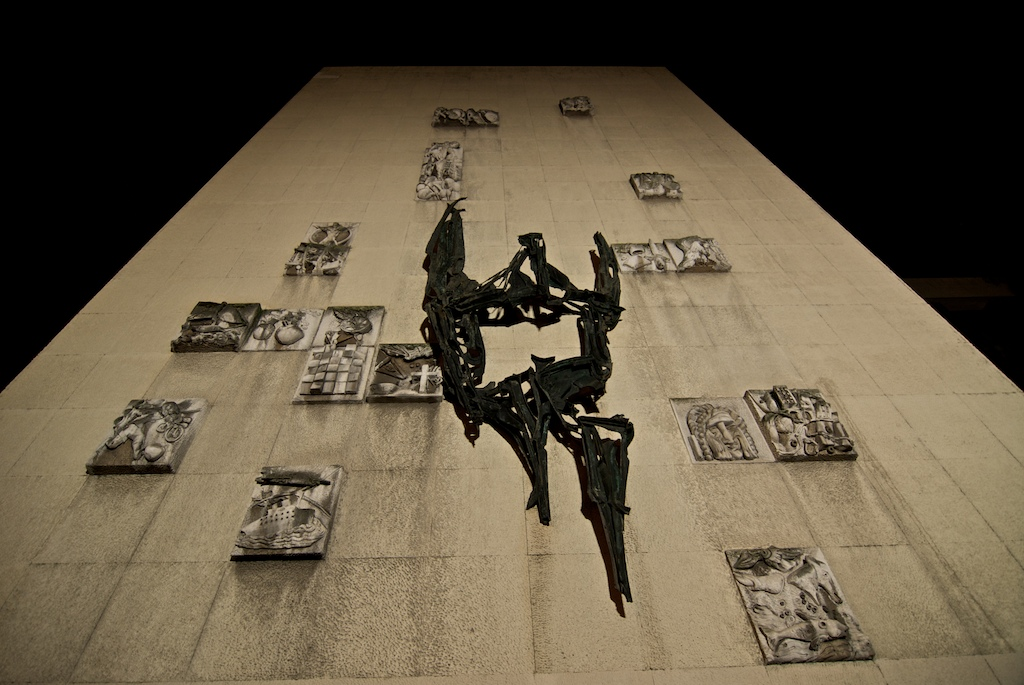
La fachada